# Pont-Scorff

Pont-Scorff este o comună în departamentul Morbihan, Franța. În 1 ianuarie 2022 avea o populație de 4.015 de locuitori.